# 庫爾喀喇烏蘇

喀喇乌苏在新疆的位置（1820年）

庫爾喀喇烏蘇，中國清代新疆準部地名。在今新疆維吾爾自治區依连哈毕尔尕山（額林哈畢爾噶山）北麓。其地大致相當於今塔城地區的烏蘇市、伊犁州直轄的奎屯市、博爾塔拉州的精河縣以及克拉瑪依市克拉瑪依區南部、獨山子區一帶。由庫爾喀喇烏蘇領隊大臣統轄，領隊大臣駐慶綏城（今烏蘇市）。光緒年間分為庫爾喀喇烏蘇直隸廳、精河直隸廳。

## 建置沿革
庫爾喀喇烏蘇为蒙古语地名，意思是「寒冷的黑水」，也有译“积雪之地的黑水”。“庫爾”意思是“冷”，即指庫爾河（今奎屯河）；“喀喇烏蘇”，“黑水”之意。唐代曾於此地置黑水守捉、東林守捉、西林守捉。
清初，庫爾喀喇烏蘇為厄魯特蒙古布爾古特部落牧地。乾隆二十年（1755年，清軍平定準噶爾，布爾古特台吉呢瑪、渾齊率部投降清軍。不久，呢瑪、渾齊追隨阿睦爾撒納反叛。乾隆二十二年（1757年），定邊將軍成衮扎布擒殺呢瑪，次年，定邊右副將軍兆惠擒獲渾齊，庫爾喀喇烏蘇之地併入清朝版圖。其地東至奎屯，與迪化州綏來縣界相接；西至托和木圖，接伊犁東路呼蘇圖布拉克臺界；北至鄂倫布拉克，接塔爾巴哈臺界；南至天山，接伊犁東南界。
乾隆三十七年（1772年），置庫爾喀喇烏蘇領隊大臣，隸屬於烏魯木齊參贊大臣。四十六年（1781年），置撫民同知。四十八年（1783年），築安阜城（今精河），設糧員一人。兼轄西路舊土爾扈特旗（晶河土爾扈特）。
光緒十年（1884年），裁撤庫爾喀喇烏蘇領隊大臣。光緒十二年（1886年），置庫爾喀喇烏蘇直隸廳，十四年（1888年）分置精河直隸廳。

## 轄境
城池
- 遂城堡，乾隆二十八年（1763年）建，即庫爾喀喇烏蘇舊城，在慶綏城東，奎屯河畔。
- 慶綏城，乾隆三十七年（1772年）建。建成後，庫爾喀喇烏蘇之名移至此處。即今烏蘇市。
- 安阜城，乾隆四十八年（1783年）建，即今精河縣。

屬境
- 奎屯，在遂城堡東。
- 布勒哈齊
- 鄂壘扎拉圖，乾隆二十一年（1756年），兆惠與準噶爾叛軍達什策凌激戰於此。
- 晶河（豐順堡），今名精河。